# Long-range acoustic device

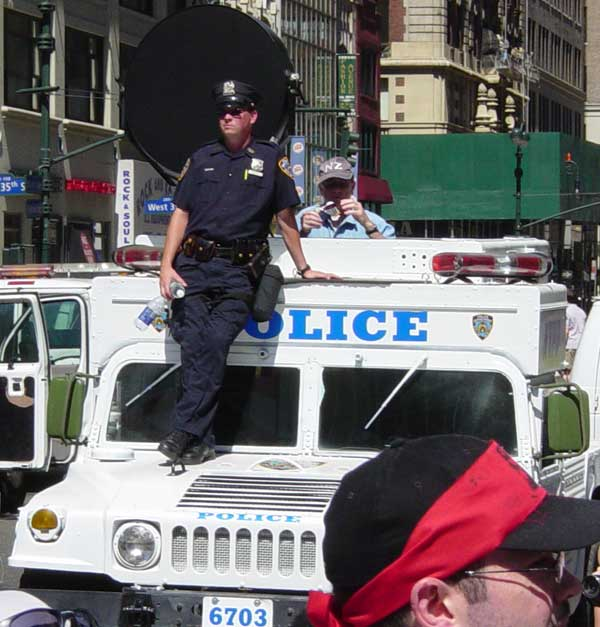
Un LRAD sul tetto di un'auto della polizia di New York (il dispositivo nero rotondo alle spalle dell'agente).

Il LRAD (sigla dell'inglese long-range acoustic device) è un'arma sonica non letale, utilizzabile come strumento per il controllo della folla e per la dissuasione di piccoli gruppi di combattenti, che è stata sviluppata dalla American Technology Corporation.

## Specifiche tecniche
L'equipaggiamento pesa 20 kg e può emettere suoni in un fascio variante da 15° a 30° (soltanto ad alta frequenza) da un apparecchio con diametro di 83 cm. A volume massimo, può emettere un tono di allerta che ha un'intensità di 150 dBSPL (1000 W/m²) a 1 metro di distanza, un livello che è capace di produrre danni permanenti al sistema uditivo, e che è pari a 50 volte la soglia del dolore umana normale (120 – 140 dB). I modelli attualmente in produzione hanno un raggio di azione che si estende dai 300 ai 500 metri. A 300 metri, il suono d'allarme ha un'intensità pari a 105 dB. Il suono d'allarme ha un tono molto acuto, simile a quello prodotto dai rilevatori elettronici di fumo, ma con un'elevatissima intensità.
È importante rilevare che qualsiasi altoparlante delle stesse dimensioni produrrebbe un fascio con le stesse proprietà direzionali del LRAD. Per caratterizzare la direzionalità della sorgente sonora, viene spesso usato il parametro "ka", che è il numero d'onda moltiplicato per il raggio dello speaker. Per questa fonte sonora, ka=19 a 2.500 Hz, e, secondo quello che si legge nel foglio di specifiche del LRAD (data sheet), l'angolo del fascio si apre per circa 30 gradi - proprio quello che la teoria prevede per un normale altoparlante. Contrariamente ad alcune idee correnti, il dispositivo non utilizza ultrasuoni.

### Utilizzi teorici del LRAD
Carl Gruenler, ex vice presidente delle operazioni militari e governative per l'American Technology Corporation (poi passato a dirigere un'azienda concorrente), afferma che il trovarsi a meno di 90 metri in fronte del dispositivo acceso sia estremamente doloroso, ma il suo uso dovrebbe essere limitato ad un massimo di 270 metri per essere adoperato in modo efficace contro forze ostili.
Tra le contromisure adottabili vi è l'uso di protezioni passive all'udito (tappi, cuffie), che possono abbassare il rumore a livelli inefficaci. In aggiunta, il suono può essere riflesso da superfici solide, con la possibilità di ridirigerlo verso la sua stessa sorgente.

## Storia dell'impiego effettivo del LRAD
In origine dispositivo era inteso per essere usato dalle navi americane per avvertire e dissuadere ogni natante potenzialmente ostile che si avvicinasse senza permesso, ma poi è stato destinato a un uso diversificato come arma non letale dell'arsenale americano. Altri dispositivi sono in corso di sviluppo  per un uso militare come armi non-letali, come l'Active Denial System, che utilizza un doloroso fascio di energia per scoraggiare possibili attaccanti o per rendere temporaneamente inoffensivo ogni soggetto le cui azioni il detentore di quest'arma decida di tenere sotto controllo.
Il dispositivo viene sperimentato sin dal 2004 in Iraq, dalla base di Camp Bucca. L'LRAD viene dispiegato nelle regioni di Baghdad, Falluja, e in altre zone del paese mediorientale.
Negli Stati Uniti, l'LRAD venne impiegato dalla polizia contro dimostranti nella città di New York durante le proteste organizzate in occasione della convention repubblicana del 2004.
La nave da crociera di lusso Seabourn Spirit utilizzò un LRAD per difendersi dall'assalto di pirati armati di fucili d'assalto AK-47 e lanciarazzi RPG, mentre si trovava circa 160 chilometri al largo della costa della Somalia nel novembre del 2005. L'efficacia di questo apparecchio durante l'attacco non risulta chiara, visto che gli attaccanti prima colpirono la nave con numerosi colpi di razzo e raffiche di mitra, poi desistettero.
Nella ex-repubblica sovietica della Georgia, l'LRAD venne utilizzato contro manifestanti a Tbilisi nel novembre del 2007.
Da fine 2008 le baleniere della flotta giapponese capitanata dalla nave Nisshin Maru hanno utilizzato questi dispositivi per allontanare gli attivisti della Sea Shepherd Conservation Society nell'Antartide.
Nel 2025 la Serbia ha ammesso di possedere un sistema LRAD.

## Utilizzi in campo non bellico
Esiste una piccola compagnia tedesca che fornisce sistemi con caratteristiche di proiezione simili, impiegabili in ambiti musicali per concerti all'aperto, per l'audio negli stadi sportivi e così via.